# Hubert de Brienne de Conflans
Pour les autres membres de la famille, voir Maison de Brienne.
Pour les articles homonymes, voir Brienne et Conflans.
Hubert de Brienne, comte de Conflans, seigneur de Suzanne-en-Thiérache et Fay-le-Sec en Laonois, né en 1690 à Henriville en Lorraine et décédé le 27 janvier 1777 à Paris, paroisse Saint-Sulpice, est un officier de marine et aristocrate français du XVIIIe siècle. Il termine sa carrière militaire vice-amiral de la flotte du Ponant et maréchal de France.

## Biographie

### Origines et famille
Quatrième fils de Henri Jacob de Brienne, seigneur de Fay-le-Sec, dit le « marquis de Conflans », et de Marie du Bouchet, le maréchal de Conflans était issu de la maison de Brienne, en Champagne, et de la même branche de Conflans, qui a donné un autre maréchal de France, Louis de Conflans, marquis d'Armentières, en 1768.

### Jeunesse et premières armes
Jeune, il étudie à l'Académie de Marine de Paris. Le 11 février 1706, il entre dans une compagnie de gardes-marine de Brest
 et sert durant la guerre de Succession d'Espagne sous les ordres de Duquesne-Guitton de 1708 à 1709, puis de Duguay-Trouin à bord de l'Achille en 1710 où il reçoit son baptême du feu en prenant part à la prise du vaisseau britannique HMS Gloucester puis d'un navire de commerce portugais.
Le 25 novembre 1712, il reçoit un brevet d'enseigne de vaisseau et participe à plusieurs opérations contre les pirates en mer des Caraïbes et sur les côtes marocaines. En 1715, à l'âge de vingt-cinq ans, il est fait chevalier de l'Ordre de Saint-Lazare. En 1721, il est envoyé en mission à Constantinople puis en 1723 il croise sur les côtes de Saint-Domingue et prend part à la répression des troubles.

### Premiers commandements et gouverneur général de Saint-Domingue
Le 17 mars 1727, il reçoit le grade de lieutenant de vaisseau et effectue deux campagnes en Méditerranée. Puis le 1er novembre 1731, il sert en tant que lieutenant des gardes de la Marine de Rochefort. Le 25 juillet de l'année suivante, il est fait chevalier de l'ordre de Saint-Louis et de 1733 à 1734 commande une flottille chargée d'expédier des vivres et des munitions en Cayenne et à la Martinique. Le 10 mars 1734, il reçoit un brevet de capitaine de vaisseau, il sert de nouveau sous les ordres de Duguay-Trouin puis sous le marquis d'Antin durant la guerre de Succession de Pologne.

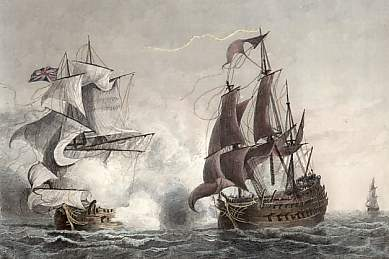
Capture du Northumberland par le Mars, par Ambroise Louis Garneray.

En 1741, il commande la Compagnie (école) des Gardes-Marine de Brest où il avait jadis commencé sa carrière. Enfin, il commande le vaisseau le Content et participe à la capture du vaisseau britannique le Northumberland le 8 mai 1744 par le Mars commandé par Étienne de Perier après un combat de plusieurs heures. Le 1er janvier 1745, il reçoit une pension de 1 000 livres sur le budget de l'Ordre de Saint-Louis. À la fin du printemps 1746, à bord du vaisseau le Terrible (de 74 canons), il commande une division composée du Neptune (58), de l'Alcyon (50) et du Gloire (46), chargée d'escorter un convoi de 214 navires marchands dans l'Atlantique. Le convoi atteint La Martinique à la mi-juin parvenant à éviter les vaisseaux du commodore Lee, envoyé pour intercepter ces navires. L'escadre anglais étant repartie sans faire de prise le 3 juillet, Conflans met les voiles le jour même en direction de Saint-Domingue avec une partie des navires marchands. La même année, il capture le Severn (en). Le 24 décembre 1746, il se voit attribuer une pension de 1 500 livres sur le Trésor royal.
Le 26 mai 1747, il est nommé au poste de Gouverneur général de Saint-Domingue. La même année, alors qu'il effectue le voyage qui doit le mener à sa nouvelle fonction, La Renommée, frégate de 24 canons à bord de laquelle il se trouve, est attaquée par un vaisseau de ligne britannique de 60 canons appartenant à l'escadre de l'amiral Hawke et, après un long combat, le bâtiment français doit baisser pavillon. Au cours de ce combat, il est blessé et fait prisonnier. Il n'est libéré qu'en 1748 après la signature du traité d'Aix la Chapelle. Il est alors nommé chef d'escadre lors de la promotion du mois de mars 1748, avec prise d'effet le 1er avril, et assure sa fonction de gouverneur général jusqu'au 29 mars 1751, date à laquelle il est remplacé par Dubois de la Motte. En 1752, il est promu lieutenant général des armées navales.

### La guerre de Sept Ans et la bataille des Cardinaux

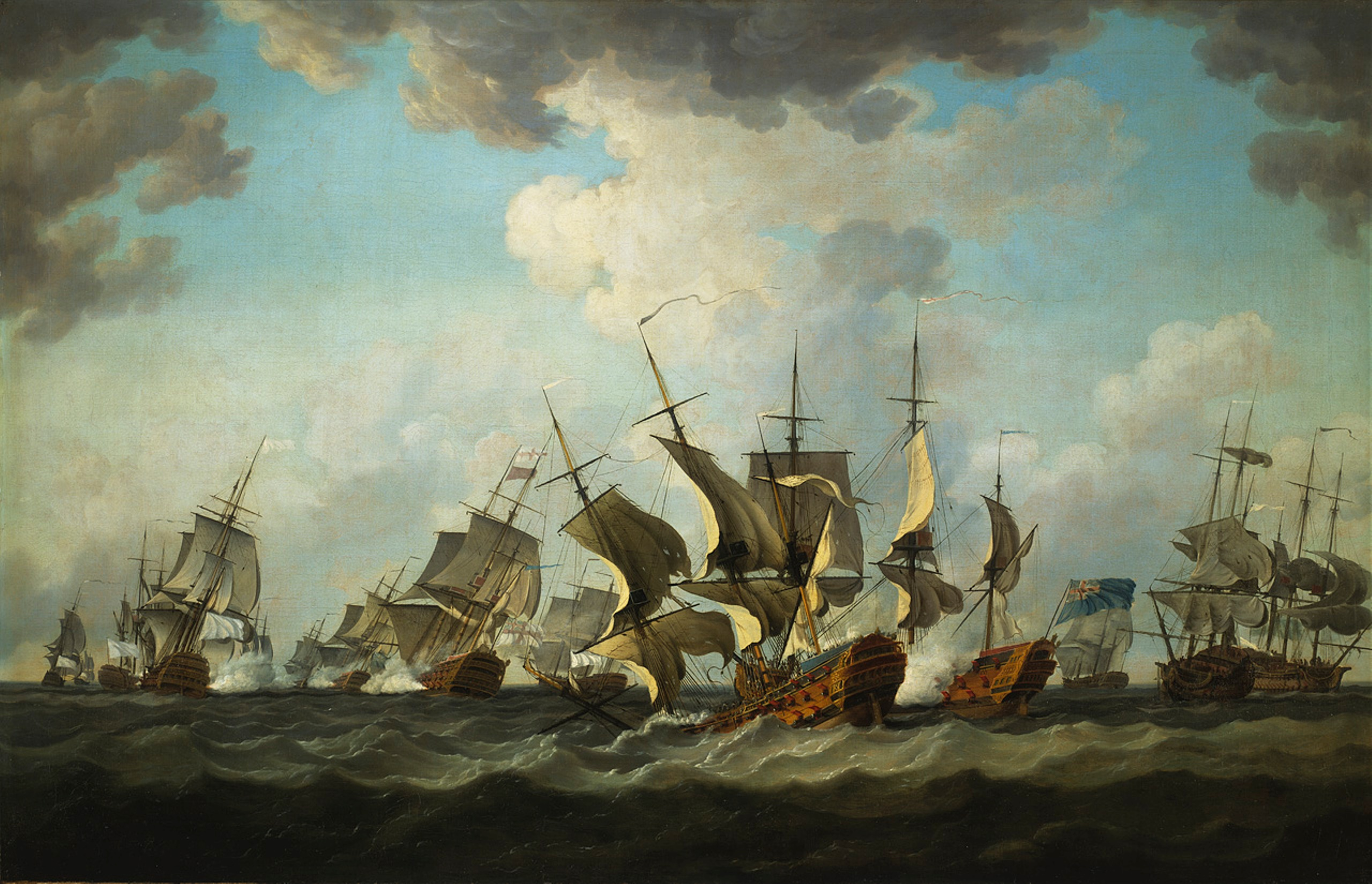
La bataille des Cardinaux, en 1759, met un terme à la carrière de Conflans.

Le 14 novembre 1756, il reçoit le grade de vice-amiral du Ponant,. Le 15 mars 1758, le roi Louis XV le nomme maréchal de France pour le récompenser de ses états de service.
En 1759, il se voit confier le commandement de l'escadre de Brest avec pour mission de protéger le débarquement en Écosse pour envahir la Grande-Bretagne organisé par Louis XV, Berryer et le maréchal de Belle-Isle et nommé le Grand Dessein de débarquement. Le commandement du corps expéditionnaire est confié au duc d'Aiguillon. Les rapports entre les deux hommes sont tendus et tout au plus cordiaux. En effet, Conflans ne supporte guère le fait d'être tenu à l'écart par ses supérieurs, et informe le roi qu'il tient à éviter le combat avec l'escadre britannique de l'amiral Hawke qui croise au large de Brest. Le corps expéditionnaire est rassemblé dans le golfe du Morbihan, c'est là que Conflans doit commencer son devoir d'escorte. Cependant, il doit également chasser le danger que la division du commodore Duff, qui rôde aux alentours de Quiberon, fait peser sur la flotte de transport. Finalement, Hawke lève momentanément son blocus de Brest afin d'éviter une tempête, et rejoint l'Angleterre. Conflans en profite pour prendre la mer le 14 novembre.
Les vents contraires de sud est font dériver le maréchal de sa route initiale et Conflans ne parvient en vue de Belle-Île que le 20, le vent ayant alors tourné à l'ouest. Entretemps Hawke alerté du départ de Conflans s'est mis à la poursuite de l'escadre française. Le 20 novembre 1759, c'est sur une mer agitée que Conflans est en vue de la division de Duff qui s'enfuit, et il donne l'ordre d'attaquer. Cependant alors que les navires français s'apprêtent à engager le combat, l'escadre de Hawke arrive en vue de celle de Conflans par l'ouest. Duff inverse alors ses ordres tandis que Conflans rompt le combat. Hawke organise son escadre en ligne de bataille et lance la poursuite. Conflans décide de s'engager dans la baie de Quiberon que les Britanniques connaissent peu, mais Hawke s'engage à son tour dans la baie. Il rattrape bientôt l'escadre française et le combat s'engage. Deux vaisseaux français coulent et deux autres amènent leur pavillon. Conflans se porte au secours de son arrière-garde mais la nuit met bientôt fin au combat.
Durant la nuit, Conflans mouille son navire amiral, le Soleil Royal, sans le savoir à quelques encablures de l'escadre britannique. Lorsque le jour se lève il se rend compte du danger qui le guette et fait voile vers le Croisic pour s'y échouer avec un autre navire français le Héros. Il brûle ensuite son navire après l'avoir fait évacuer.

### Procès et dernières années
De retour à Brest, Conflans devra non seulement répondre de la défaite mais aussi de l'incendie volontaire de son navire amiral, pouvant lors de son procès être associé à de la couardise. Son choix de se retourner devant l'ennemi dans la baie de Quiberon, est rapidement critiqué et considéré par ses contemporains comme désastreux.[non neutre]
Afin de se défendre, Conflans accable ses subalternes pendant une partie de son procès, alors qu'il avait chanté leurs louanges lors de son premier rapport écrit.[non neutre]
Disgracié, il passe ses dernières années à Paris où il meurt le 27 janvier 1777. Son poste de vice-amiral du Ponant sera confié au prince de Bauffremont, son subalterne à la bataille des Cardinaux.

## Armoiries
| Figure | Blasonnement                                                         |
|        | D'azur, semé de billettes d'or au lion du même brochant sur le tout, |

### Sources et bibliographie
- Michel Vergé-Franceschi, La Marine française au XVIIIe siècle : guerres, administration, exploration, Paris, SEDES, coll. « Regards sur l'histoire », 1996, 451 p. (ISBN 2-7181-9503-7)
- Michel Vergé-Franceschi (dir.), Dictionnaire d'histoire maritime, Paris, éditions Robert Laffont, coll. « Bouquins », 2002, 1508 p. (ISBN 2-221-08751-8 et 2-221-09744-0, BNF 38825325)
- Étienne Taillemite, Dictionnaire des marins français, Paris, Tallandier, coll. « Dictionnaires », octobre 2002, 537 p. [détail de l’édition] (ISBN 978-2847340082)
- Louis de La Roque, Catalogue historique des généraux français, connétables, maréchaux de France, lieutenants généraux, maréchaux de camp, vol. 2, A. Desaide, 1902
- Charles Gavard, Galeries historiques du Palais de Versailles, vol. 7, Imprimerie royale, 1842 (lire en ligne) ;
- François-Alexandre de La Chenaye-Aubert, Dictionnaire de la Noblesse, vol. 3, Paris, chez la veuve Duchesne, 1771, 668 p. (lire en ligne), p. 222
- Jean Baptiste Pierre Jullien de Courcelles, Dictionnaire historique et biographique des généraux français : depuis le onzième siècle jusqu'en 1820, Paris, L'auteur, 1822 (lire en ligne)

Patrick Villiers, La marine de Louis XVI, Nice, Ancre,2021  